# Politique étrangère de l'Autriche
La politique étrangère de l'Autriche s'est construite après le traité d'État autrichien de 1955 qui a mis fin à l'occupation des Quatre puissances et a permis la reconnaissance de l'Autriche comme État souverain et indépendant. En octobre 1955, l'Assemblée fédérale adopta une loi constitutionnelle selon laquelle l'« Autriche déclare par sa propre volonté sa neutralité perpétuelle ». La deuxième section de cette loi dispose que « dans toutes les périodes futures, l'Autriche ne rejoindra aucune alliance militaire et ne permettrait l'installation de bases militaires étrangères sur son sol ».
Récemment, cependant, l'Autriche a adapté sa neutralité, autorisant des droits de survol aux forces déployées en Irak conformément à la décision des Nations unies en 1991. De même, depuis 1995, l'Autriche réfléchit graduellement à sa participation à la structure de sécurité européenne. En 1995, le pays a rejoint le partenariat pour la paix et a en conséquence participé à des missions de maintien de la paix en Bosnie. Les discussions sur l'adhésion de l'Autriche à l'OTAN se sont intensifiées en 1996.

## Représentations diplomatiques

Bleu : représentations diplomatiques de l'Autriche (présence d'une ambassade, d'un consulat ou d'un consulat honoraire).
Vert : Autriche. Gris : Absence de relations diplomatiques.